# 南靖県
南靖県（なんせい-けん）は中華人民共和国福建省に位置する省直轄の県であり、しばらくの間、漳州市の代理管轄下に置かれている。

## 地理
県の西北は山が多く東南は丘陵。最高峰は県西部の永定県境にある蛟塘崬（1,391m）。二番目に標高が高い所は県北部、漳平市境にある金面山（1,343m）。県西部に南一ダムがあり電力を供給。県内に高速道路G76と国道319が共に北西部にある竜岩市から同県を通り東南方向の漳州市に通じている。

## 歴史
1321年（至治元年）、竜渓県・漳浦県・竜岩県の一部に新たに南勝県を設置する。1356年（至正16年）に南靖県と改称される。

## 行政区画
下部に11鎮を管轄する
- 鎮
  - 山城鎮、豊田鎮、靖城鎮、竜山鎮、金山鎮、和渓鎮、奎洋鎮、梅林鎮、書洋鎮、船場鎮、南坑鎮

## 交通

### 鉄道
- 中国国家鉄路集団
  - 竜廈線（中国語版）
    - 南靖駅
    - 竜山鎮駅

### 道路
- 高速道路
  -  廈蓉高速道路
  -  甬莞高速道路（中国語版）
  -  漳武高速道路（中国語版）
- 国道
  - G319国道（中国語版）
  - G355国道（中国語版）

## 観光
- 田螺坑（でんらこう）土楼群 - 県西部の書洋鎮。5つの土楼から成る。裕昌楼は円楼としては唯一の5階建。詳細は福建土楼を参照。
- 塔下村 - 川沿いに20余りの土楼が存在。